# 提姆·基弗
提摩西·約翰·基弗（英語：Timothy John Keefe，1857年1月1日—1933年4月23日），綽號「微笑提姆」和「紳士提摩西」，為美國職棒大聯盟的投手。他身高178公分，體重84公斤。為19世紀大聯盟的代表強投之一。他是大聯盟史上第二位達成生涯300勝的投手，並於1964年入選名人堂。
基弗加入大聯盟的第一年時，大聯盟投手丘到本壘板的距離為45英尺(約13.7公尺)，隔年大聯盟將距離拉長到50英尺(約15.2公尺)。到了基弗生涯的最後一年，大聯盟又將距離拉長到60英尺(約18.2公尺)。

## 早年
基弗生於1857年元旦，父親派崔克是一名軍人。他曾在基弗年幼時參加南北戰爭，不過後來成為戰俘。派崔克的四名兄弟全都於戰爭中身亡，派崔克便以兄弟之名為基弗取名。而基弗的兄弟在長大後參與了美西戰爭。
在戰爭過後，派崔克一度反對基弗的棒球夢而與其爭吵。最後基弗在靠著前大聯盟球員Tommy Bond的幫助下成功進入職棒。

## 職業生涯
1880年，基弗登上大聯盟。他在菜鳥年便展現不凡身手，主投105局，防禦率僅0.86。不過他先發12場比賽只有拿下6勝6敗。
1883年，基弗所待的木馬隊解散，於是基弗便加入美國協會的紐約大都會人隊。1883年7月4日，基弗在雙重賽都擔任先發。第一場投出1安打完封勝，第二場完投9局僅被擊出2支安打。該年他拿下41勝27敗，防禦率2.41。隔年他拿下37勝17敗，防禦率2.25，並送出334次三振。
1885年，大都會人隊與巨人隊的老闆決定將基弗送往巨人隊。當時巨人隊陣中擁有6位名人堂選手，整季球隊拿下85勝27敗。其中基弗拿下32勝13敗，防禦率1.58寫下生涯新低。
1887年，基弗在某場比賽中不小心對著打者投出頭部觸身球，結果自責的基弗反而因為神經衰弱而休息了幾場比賽。
1888年，基弗投出生涯年，單季拿下35勝12敗，防禦率1.74，投出335次三振。他在季中曾拿下先發19連勝，最後一舉成為投手三冠王。巨人隊也闖進了當時的總冠軍賽杜芙蕾盃，不過最終輸給了食豆人。
1890年，基弗的表弟約翰·蒙哥馬利·瓦德成立了球員聯盟。而基弗也順勢加入該聯盟的紐約巨人隊(與國聯的紐約巨人不同)，不過他在和瓦德共同經營球員聯盟的時候，他似乎預料到該聯盟撐不了太久。因此他怕自己破產，便將名下的房子都過戶到自己母親名下。在球員聯盟成立不久後，基弗與前棒球隊老闆共同制定聯盟用球—基弗球。最後球員聯盟僅維持一年便不敵其他聯盟的競爭而解散。
1891年，國聯的巨人隊以3500美元的價格再度簽回基弗，不過後來他在季中遭到釋出。隨後他加入費城人隊，在新球隊打了3年後退休。總計生涯拿下342勝225敗，防禦率2.62，2562次三振在當時排名大聯盟第一。而他分別在47座不同的球場拿下勝投過，也是一項大聯盟紀錄。
據傳基弗不菸不酒，行為舉止得體，也因此獲得了「紳士提摩西」這個外號。

## 晚年

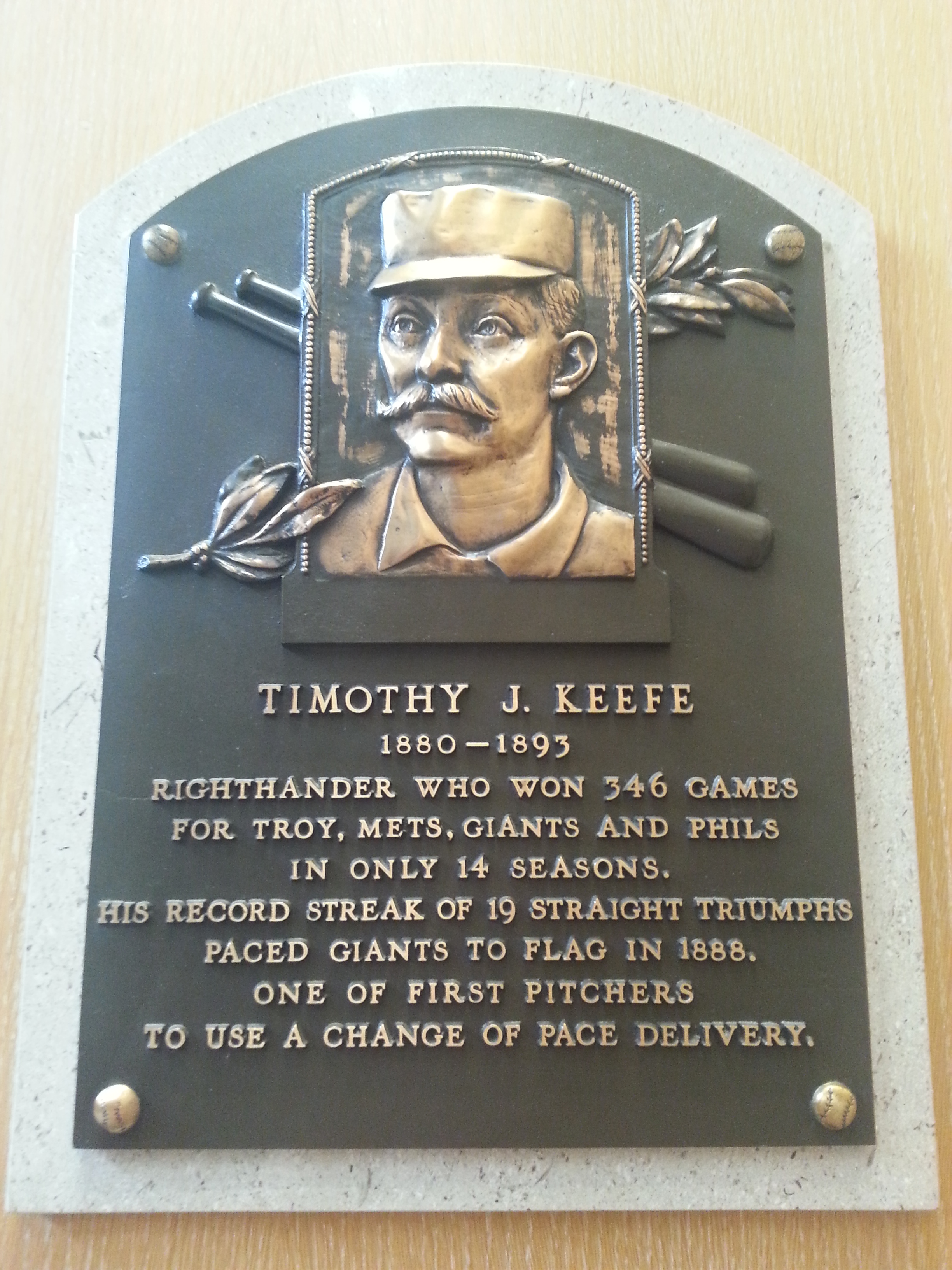
基弗的名人堂匾額

1893年之後，基弗開始擔任棒球教練。後來他也曾擔任過大聯盟的主審，生涯一共執法了243場比賽。其中他在1895年就執法了125場比賽。後來他也有經營房地產事業，並於76歲時辭世。1964年，基弗入選名人堂。

### 生涯投球成績
| 勝投 | 敗投 | 防禦率 | 出賽場次 | 先發 | 完投 | 完封 | 投球局數 | 安打 | 失分 | 自責分 | 全壘打 | 保送 | 三振 | 暴投 | 觸身球 |
| ---- | ---- | ------ | -------- | ---- | ---- | ---- | -------- | ---- | ---- | ------ | ------ | ---- | ---- | ---- | ------ |
| 342  | 225  | 2.63   | 600      | 594  | 554  | 39   | 5049.2   | 4438 | 2470 | 1474   | 75     | 1233 | 2574 | 240  | 98     |

## 外部連結
- 球員資訊和成績在MLB，ESPN，Baseball-Reference，Fangraphs（英文）
- 提姆·基弗在台灣棒球維基館上的頁面（繁體中文）